# 村山一夫
村山 一夫（むらやま　かずお、1936年2月22日 - ）は、日本の漫画家。足利市立第三中学校、日本美術学校卒。

## 経歴
中学生の頃から、自ら紙芝居を作り、公開していたので紙芝居の世界に入ることを思い立ち、業者に聞いたところ加太こうじを紹介される。しかしすでに紙芝居業界は廃れていると言われ、同氏から講談社を紹介され、まもなく『少年クラブ』から依頼された『X線Q』でデビュー。
以後『月光仮面』『七色仮面』などの貸本漫画を描いた後、1960年代後半から1980年代中頃まで主にサン出版や双葉社をはじめとした一般誌、青年誌、成人誌を中心に執筆活動を行った。

## 主な作品リスト

### 鈴木出版分
- 月光仮面（全7集のうちの5～7集。1～4集の作画は井上球二） 原作:川内康範
- 七色仮面（全7集） 原作:川内康範

### サン出版分
- オス狩り
- 危険な体験
- 体験妻（全3巻）
- レモンポルノシリーズ（全15作品）

1. 初体験ごっこ
2. 17歳危機一発
3. タンポン遊び
4. 処女ざかり
5. ムチムチ姉妹
6. ゆれる太腿
7. 好きもの刑事
8. ハッスル処女
9. ムレムレ遊戯
10. 桃われ少女
11. 処女レッスン
12. 処女妻日記
13. ムチムチ姉妹
14. セクシャル婦人
15. 肉ぬれ妻

### 双葉社分
- 好奇心ざかり（1982年）原作:宇能鴻一郎
- タレントあそび（1982年）原作:宇能鴻一郎
- 遊びざかり（1982年）原作:宇能鴻一郎
- 交換あそび（1982年）原作:宇能鴻一郎
- 童貞あそび（1982年）原作:宇能鴻一郎
- 女ざかり（1983年-1984年）全2巻 原作:宇能鴻一郎
- あの感じ（1983年）原作:灰山信
- 半処女（1984年）原作:上野公延
- 恋ざかり（1984年）原作:宇能鴻一郎
- 身の下相談（1984年）原作:北村芳雄